# ميليوتين إفكوفيتش
الدكتور ميليوتين إفكوفيتش بالصربية : Dr.Milutin Ivković (1 مارس 1906 – 23 مايو 1943) لاعب كرة قدم صربي راحل كان يجيد اللعب في مركز الظهير الأيمن ومثل منتخب يوغوسلافيا في دورة الألعاب الأولمبية 1928 التي أقيمت في العاصمة الهولندية أمستردام وبطولة كأس العالم لكرة القدم 1930 التي أقيمت في الأوروغواي .

## وصلات خارجية
- ميليوتين إفكوفيتش على موقع الاتحاد الدولي (مؤرشف)  (الإنجليزية)
- ميليوتين إفكوفيتش على موقع قاعدة بيانات كرة القدم.إي يو (الإنجليزية)
- ميليوتين إفكوفيتش على موقع ناشيونال فوتبول تيمز (الإنجليزية)
- ميليوتين إفكوفيتش على موقع أوليمبيديا (الإنجليزية)

- الاتحاد الصربي لكرة القدم